# Presa Purrón
La presa Purrón, es una antigua presa hidrológica y zona arqueológica prehispánica, en el sur del estado de Puebla, México, del Periodo Preclásico Mesoamericano, construida aproximadamente entre el siglo VIII y IV a. C., (aún dentro de la Prehistoria de América), al sur del Valle de Tehuacán, y que estuvo en funciones durante más de 1500años por los pueblos popolocas (los pueblos popolacas se llaman a sí mismos "la gente de la lluvia"). Se cree que en las fases finales de su realización, requirió del trabajo de más de 4000 hombres, lo que revela la complejidad social de los habitantes. Se encuentra en una zona semiárida del suroeste de México, dentro de la Reserva de la Biosfera Tehuacán-Cuicatlán. La presa en realidad forma parte de un sistema hidroagroecológico y de antiguas presas mucho mayor, que inició el sistema de riegos en Mesoamérica y revolucionó la concepción de la agricultura antigua en América.  

## Ubicación
La presa se encuentra en el actual municipio Coxcatlán, Puebla, dentro de la Reserva de la Biosfera Tehuacán Cuicatlán, a 42 km en carretera al sur de la ciudad de Tehuacán, Puebla. 

## Estructura
La presa tiene una longitud aproximada de 400 m, por  100 m de anchura y una altura máxima de  25 m. Las paredes están construías a través del desgaste de las laderas de algunas montañas, y la adhesión de piedra y arcilla. Es probable que esta estructura fuese entonces la mayor estructura humana de retención de agua en el continente hasta el siglo XVIII. Los antiguos habitantes de la zona construyeron en sus aledaños canales y acueductos, creando un sistema hidráulico complejo y de sistema de irrigación único en el mundo, que permitió el desarrollo de la agricultura. Para poder hacerlo, basaron su construcción en las características geográficas del entorno, desviando y canalizando las aguas de manantiales y creando avenidas con las caídas de agua que viajaban a través de montañas y laderas a través de pequeños centros agricultores y sistemas de terrazas escalonadas hasta varios kilómetros a la redonda; un sistema del que hay múltiples rasgos en toda la región del Valle de Tehuacán. La presa forma una cuenca principal denominada «cuenca Purrón", que desemboca en un canal principal, denominado «canal de Santa María» de 3500 m; a través de este canal los antiguos habitantes podían administrar la cantidad de agua que querían utilizar con fines humanos o para la agricultura local. Actualmente hace comunicación con el arroyo local "Lencho Diego», cerca de la población Coxcatlán. 
Su capacidad aproximada es de 2 a 2,5 hm³ de agua, la cual tenía comunicación con otras zonas de almacenamiento menor, denominadas «jagüeyes» (pequeños bordos de agua) o «tlahquilâcaxitl». Alrededor de estos jagüeyes solían habitar una o más familias dedicadas a cultivar, creando un sistema hidráulico armónico y ecológico. De esos asentamientos quedan muy pocas huellas humanas, pero destaca la «cueva del Palacio»: una pequeña casa tallada sobre piedra caliza con petroglifos tallados en sus paredes. Cuando la presa alcanzaba su punto máximo de capacidad, la entrada y salida de agua era también manipulada a través de «vertedores de piedra».